# کارلوپولی
کارلوپولی (به ایتالیایی: Carlopoli) یک کومونه در ایتالیا است که در استان کاتانزارو واقع شده‌است.

## خصوصیات
کارلوپولی ۱۶ کیلومترمربع مساحت و ۱٬۵۵۹ نفر جمعیت دارد و ۹۲۴ متر بالاتر از سطح دریا واقع شده‌است.